# 브렌트 시브룩
브렌트 시브룩(영어: Brent Seabrook, 1985년 4월 20일~)은 캐나다의 은퇴한 아이스하키 선수로 포지션은 수비수이다. 현역 시절에 내셔널 하키 리그(NHL)의 팀인 시카고 블랙호크스에서 부주장으로 활동했다. 
웨스턴 하키 리그(WHL)의 레스브리지 허리케인스의 일원으로 활동하고 있을 때인 2003년에 NHL 드래프트에서 우선 순위 14위로 시카고 블랙호크스에게 지명되었다. 이후 2005년에 시카고 블랙호크스에 입단하여 스탠리 컵 3회 우승에 기여하였다. 
캐나다 국가대표로도 활동하여 2003년 세계 U-18 아이스하키 선수권 대회, 2005년 세계 U-20 아이스하키 선수권 대회, 2010년 동계 올림픽에서 금메달을 획득하였다.

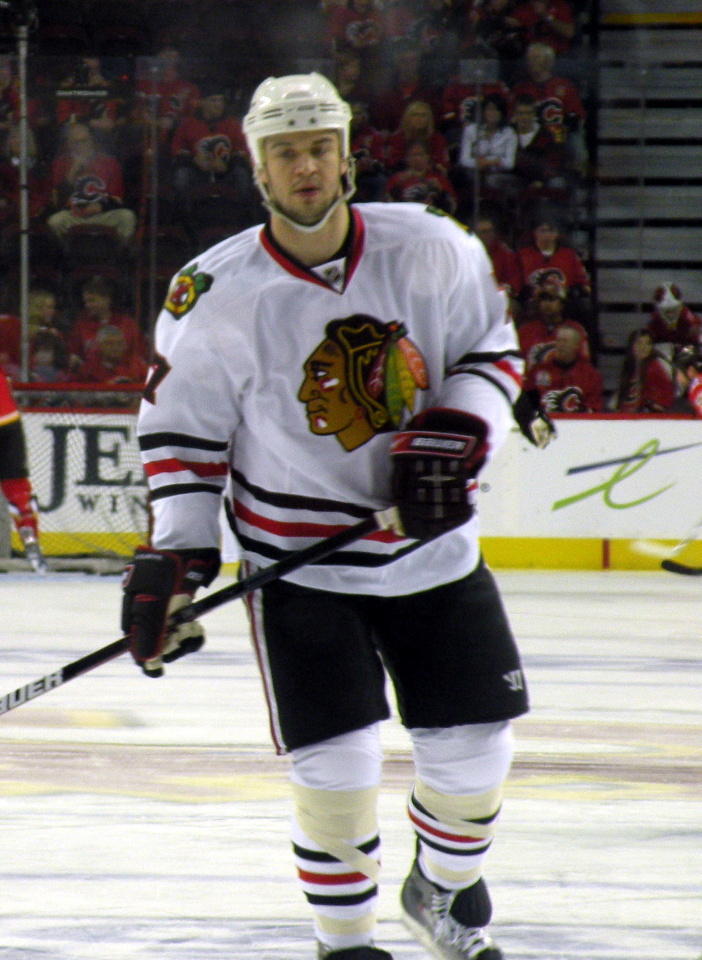
2014년 2월 캘거리 플레임스전 당시의 시브룩

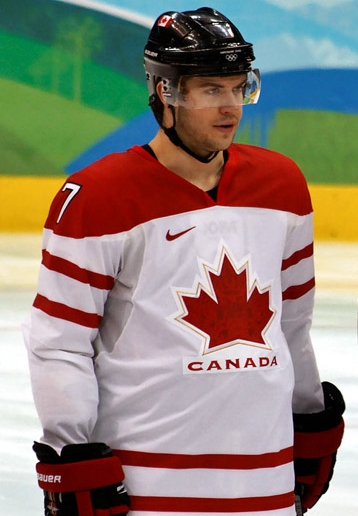
2010년 동계 올림픽 결승전 당시의 시브룩